# Charlie Bell (empresario)
Charlie Bell (Kingsford, Australia, 7 de noviembre de 1960-Australia, 17 de enero de 2005) fue un empresario australiano que ocupó el puesto de presidente ejecutivo de McDonald's.

## Biografía
Empezó su carrera a los 15 años trabajando a tiempo parcial con McDonald's en Sídney, (Australia), y a los 19 años se convirtió en el gerente de local más joven de su país. A los 27 años ya era vicepresidente y a los 29 fue nombrado miembro del directorio de McDonald's en Australia. En abril de 2004 fue nombrado presidente ejecutivo de McDonald's. Fue el primer ciudadano no estadounidense en dirigir esta multinacional.
Murió en Sídney a los 44 años de edad debido a un cáncer de colon que le había sido diagnosticado en mayo de 2004. Charlie Bell solo estuvo 20 meses en el puesto de jefe ejecutivo debido a que en noviembre de mismo año decidió dejar su cargo para centrar todos sus esfuerzos en luchar contra el cáncer.